# Comuna de Czarnożyły
Czarnożyły (polaco: Gmina Czarnożyły) é uma gminy (comuna) na Polónia, na voivodia de Lodz e no condado de Wieluński. A sede do condado é a cidade de Czarnożyły.
De acordo com os censos de 2004, a comuna tem 4590 habitantes, com uma densidade 65,7 hab/km².

## Área
Estende-se por uma área de 69,9 km², incluindo:
- área agricola: 76%
- área florestal: 18%

## Demografia
Dados de 30 de Junho 2004:
|                      | Total   | Total | Mulheres | Mulheres | Homens  | Homens |
| -------------------- | ------- | ----- | -------- | -------- | ------- | ------ |
|                      | pessoas | %     | pessoas  | %        | pessoas | %      |
| População            | 4590    | 100   | 2286     | 49,8     | 2304    | 50,2   |
| Densidade (pop./km²) | 65,7    | 100   | 32,7     | 32,7     | 33      | 33     |

De acordo com dados de 2002, o rendimento médio per capita ascendia a 1211,52 zł.

## Subdivisões
- Czarnożyły, Emanuelina, Gromadzice, Kąty, Łagiewniki, Opojowice, Platoń, Raczyn, Staw, Stawek, Wydrzyn.

## Comunas vizinhas
- Biała, Lututów, Ostrówek, Wieluń